# Takifugu snyderi
Takifugu snyderi is een  straalvinnige vissensoort uit de familie van kogelvissen (Tetraodontidae). De wetenschappelijke naam van de soort is voor het eerst geldig gepubliceerd in 1988 door Abe.